# Хеттрик
Хеттрик (на латиница Hattrick или Hattrick.org) е онлайн браузърна игра, създадена в Швеция, при която потребителят играе ролята на футболен мениджър. През август 2007 г. участниците са над 960 000 от цял свят. Хеттрик е в 33-тия си сезон и работи от август 1997. Много от потребителите цитират Сезон 11, от 15 октомври 2000, за началото на Хеттрик такава, каквато е. Държавите в хеттрик са над 120 и след всеки сезон, принципно се присъединява поне по една държва или разширяват броят на отборите от дадена страна. За България броя на отборите e 10 920 като активни потребители има 7000 от тях. Във всяка лига има по 8 отбора и всеки първи се качва в по-горна дивизия или играе бараж (зависи от това колко точки ще има), последните двама отпадат директно, а 6-ия и 5-ия играят бараж.

## Играчи
Всеки играч има по 8 основни показателя, няколко по-маловажни и само някои от играчите имат специалитети (няколко по-често срещани и други, по-редки).

### Основни показатели
- 1: Издръжливост – Колкото е по-високо нивото, толкова повече играчът издържа по време на самия мач.
- 2: Разиграване – Този показател е за полузащитниците. крилата, офанзивните централни защитници и дефанзивните нападатели също имат нужда от това умение.
- 3: Крило – умение, най-важно за крилата, но също така за бековете и за нападателите, играещи „към крилото“.
- 4: Голов Нюх – Нападателите
- 5: Пазене – Вратарите
- 6: Подаване – Играчите, които умеят да подават добре, са от голяма помощ за нападението на отбора. Това са нападатели, полузащитници и крила, а при контраатаки – и защитниците и бековете.
- 7: Защита – най-важното умение за защитниците и бековете. Другите, които имат нужда от него, са вратарите, полузащитниците и крилата.
- 8: Статични – от това умение зависи колко често вашият отбор ще вкарва голове от дузпи, корнери и преки свободни удари, затова е добре да имате поне един или няколко полеви играчи с високо ниво на статични. Вратарите също трябва да имат високо умение, за да попречат на съперника да им вкара гол от статични положения. След последните промени вратарите не могат да изпълняват статични положения в редовното време, но могат да изпълнят дузпа след 120-ата минута в елиминационен мач (купа, Хеттрик Мастърс, полуфинал или финал на Световно първенство).

### Специалитети
Най-често срещаните специалитети при играчите с такива са:
- Игра с глава
- Сила
- Бърз
- Техничен
- Непредвидим

#### Други специалитети
В по-ново време към играта са добавени и нови специалитети, които са по-рядко срещани, като:
- Възвръщане
- Жилав
- Поддържащ

### Други показатели
- 1: Форма – Тя може да приспадне към Основните показатели, тъй като, ако формата на играча е ниска той недава всичко от себе си. Някой път е по-добре да се избере по-слаб играч, но с по добра форма, от колкото много добър играч, но със слаба форма.
- 2: Манталитет, агресивност и честност – Тяхното влияние е почти никакво. Ако решиш да направиш трансфер и закупиш играч с ниски показатали (от тези трите) тогава духът на отбора спада. От тях зависи и колко често играчът ще получава картони.
- 3: Лидерство – Този фактор е за капитана на отбора. Добре е той да е с най-високо лидерство.
- 4: Опит – Това е опитът на играча. В комбинация с Лидерството, при добри нива може да изпратиш играча да се обучава за треньор.

### Възраст
И тук играчите имат възраст. 112 реални дни (Един сезон) се равняват на 1 година от живота на играча. Най-ниската възможна възраст за играч в Мъжкия състав е 17 години. В младежката академия е от 15 до 19 години.